# Rue Duquénelle
La rue  Duquénelle est une voie de la ville de Reims en France.

## Situation et accès
Elle relie la rue Lesage à la rue Landouzy.

## Origine du nom
Elle rend hommage à une famille de rémois qui a lien avec la médecine :
- Jean-Baptiste Marie Duquénelle, né à Reims le 1er août 1770, y est décédé le 16 octobre 1835 médecin, chirurgien de l’armée de la Meuse, chirurgien-chef de l’Hôtel-Dieu de Reims où il succéda à Nicolas Noël.
- Nicolas Victor Duquénelle, neveu du précédent. Né à Reims le 24 juin 1807, y est décédé, au 14 de la rue de Talleyrand, le 21 décembre 1883, pharmacien, archéologue et numismate, bienfaiteur et organisateur du musée.

## Historique
Ancienne « rue François-Demerlé » (1836-1911) du nom d'un entrepreneur rémois, elle prit sa dénomination actuelle en 1886.